# Aruanã-dourado
O aruanã-dourado refere-se a diversas variedades de peixes de água doce do gênero Scleropages. Algumas fontes diferenciam essas variedades em várias espécies, enquanto outras consideram as diferentes estirpes pertencentes a uma única espécie, Scleropages formosus. Têm vários outros nomes comuns, incluindo o língua-óssea-asiático, o peixe-dragão e um número de nomes específicos para diferentes variedades.
Nativo do sudeste asiático, o aruanã-dourado habita os rios de águas escuras e calmas que correm através das florestas pantanosas e áreas úmidas. Os peixes adultos alimentam-se de outros peixes, enquanto que os juvenis alimentam-se de insetos.
Estes populares peixes de aquário têm especial significado cultural em regiões influenciadas pela cultura da China.  O nome peixe dragão deriva de sua semelhança com o mítico dragão chinês. Esta popularidade traz tanto conseqüências positivas quanto negativas para o seu estado de conservação como espécies ameaçadas.

## Evolução e taxonomia
Tal como todos os membros dos Osteoglossidae, os aruanãs-dourados são altamente adaptados à água doce e são incapazes de sobreviver no oceano. Portanto, sua propagação pelas ilhas do sudeste asiático sugere que eles tenham divergido de outros osteoglossídeos antes que a separação dos continentes tivesse se completado. Estudos genéticos têm confirmado esta hipótese, mostrando que os ancestrais do aruanã-dourado divergiram dos ancestrais dos aruanãs-australianos, S. jardinii e S. leichardti, a cerca de 140 milhões de anos atrás, durante o período do Cretáceo Inferior. Esta divergência com os ancestrais dos aruanãs-dourados ocorreu na margem oriental do Gondwana, continuando no subcontinente indiano ou em menores porções de terras da Ásia. A similaridade morfológica de todas as espécies de Scleropages mostra que pequenas mudanças evolutivas ocorreram recentemente nesses peixes.
A primeira descrição dessas espécies foi publicada entre 1839 e 1844 (1844 é a data comumente citada) pelos naturalistas alemães Salomon Müller e Hermann Schlegel, sob o nome de Osteoglossum formosum, embora mais tarde esta espécie fosse classificada em Scleropages com o nome de S. formosus.
Diversas variedades de cores naturais são reconhecidas, cada uma delas encontradas em uma região específica. Elas incluem o seguinte:

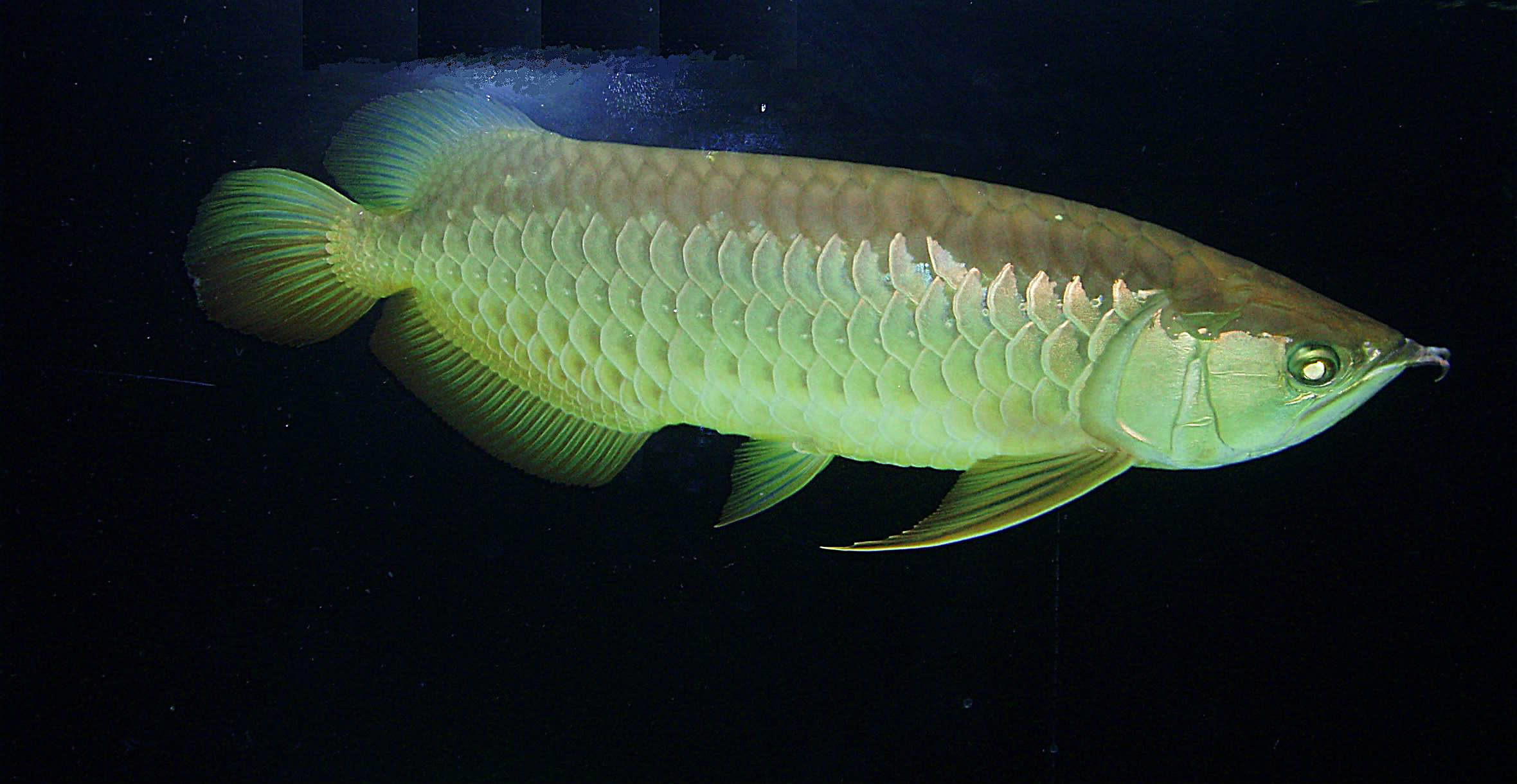
Scleropages formosus da variedade "verde".

- O verde é a variedade mais comum, encontrada no Vietnã, Mianmar, Tailândia, Camboja e Malásia.
- O prata asiático (não confundir com o aruanã-prateado, Osteoglossum bicirrhosum) é considerado parte da variedade verde por alguns. Ele tem duas subvariedades, o "cinza de cauda prateada" ou "aruanã Pinoh", e o "amarelo de cauda prateada", cada um deles encontrados em diferentes partes das ilhas de Bornéo na Indonésia.
- O dourado de cauda vermelha é encontrado no norte de Sumatra, Indonésia.
- O ouro crossback, azul malaio, ou azul Bukit Merah é nativo do estado de Pahang e área de Bukit Merah em Perak, Malásia.
- O vermelho, super vermelho, vermelho sangue, ou vermelho pimenta é conhecido apenas a partir da parte superior do rio Kapuas em Bornéo Ocidental, Indonésia.

Em 2003, um estudo foi publicado com a proposta de dividir o S. formosus em quatro espécies distintas. Esta classificação foi baseada tanto na morfologia quanto na genética e inclui as seguintes espécies:
- Scleropages formosus foi redescrito para incluir a estirpe conhecida como aruanã-verde. O ouro crossback, que não era parte do estudo, foi incluída nessa espécie por descuido.
- Scleropages macrocephalus descreve o aruanã asiático prateado.
- Scleropages aureus descreve o aruanã-dourado de cauda vermelha.
- Scleropages legendrei descreve o aruanã super vermelho.

Outros pesquisadores contestam esta reclassificação, argumentando que os dados publicados são insuficientes para justificar o reconhecimento de mais de uma espécie do sudeste asiático de Scleropages.

## Descrição

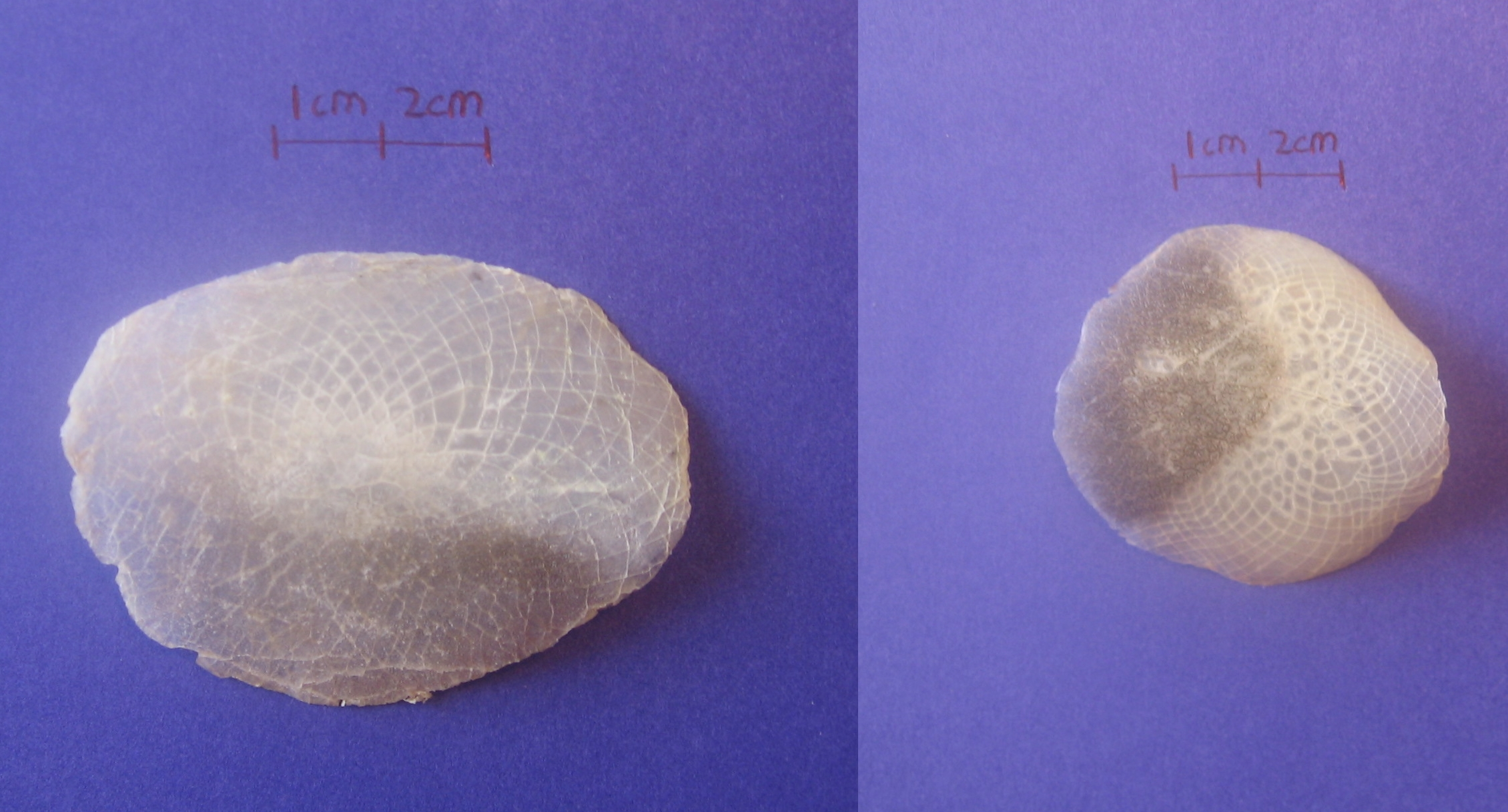
As escamas do Scleropages formosus são largas (mais de dois cm de comprimento) e têm um delicado desenho.

O aruanã-dourado cresce até cerca de 90 cm (35 in) de comprimento. Tal como todos os Scleropages, o aruanã-dourado tem um corpo alongado; grandes barbatanas peitorais; as dorsais e anal localizadas no fim da parte posterior do corpo; e uma barbatana caudal muito mais longa que aquela do seu parente sul-americano, o aruanã-prateado, Osteoglossum bicirrhosum. A boca é obliqua com uma abertura muito ampla. O maxilar inferior proeminente tem dois barbilhos na sua ponta. As guelras são rígidas. O aruanã-dourado possui dentes em muitos ossos da boca, incluindo as mandíbulas, vômer, palatinos, pterigóides, parasfenóide e língua.
As escamas do aruanã-dourado são largas, ciclóides, e, em algumas variedades, de cor metálica, com um distinto mosaico padrão de riscos. As escamas laterais são dispostas em linhas horizontais numerados a partir das mais ventrais (primeiro nível) para as mais dorsais (quinto nível), com as escamas dorsais designando o sexto nível.
O aruanã-dourado é distinto de seu congênere australiano S. jardinii e S. leichardti por ter menos escamas (21-26) na linha lateral  (contra 32-36 da espécie australiana), barbatanas peitorais e pélvicas mais longas, e a parte anterior da cabeça mais alongada.
Os aruanãs-verdes têm o dorso verde-escuro, as laterais prateadas ou verde-dourado e superfície ventral prateada ou esbranquiçada, com manchas escuras esverdeadas ou azuladas visíveis através das escamas laterais. Nos peixes adultos, a parte superior do olho e da cabeça por trás dos olhos é esmeralda brilhante.
O aruanã asiático prateado de cauda cinza e o de cauda amarela são cinza-escuro no dorso e prata nas laterais, com uma mancha escura nas escamas laterais e uma barriga prateada ou esbranquiçada. Na espécie de cauda amarela, as membranas das barbatanas são amareladas com estrias cinza-escuro. Na espécie de cauda cinza, as barbatanas são cinza-escuro.

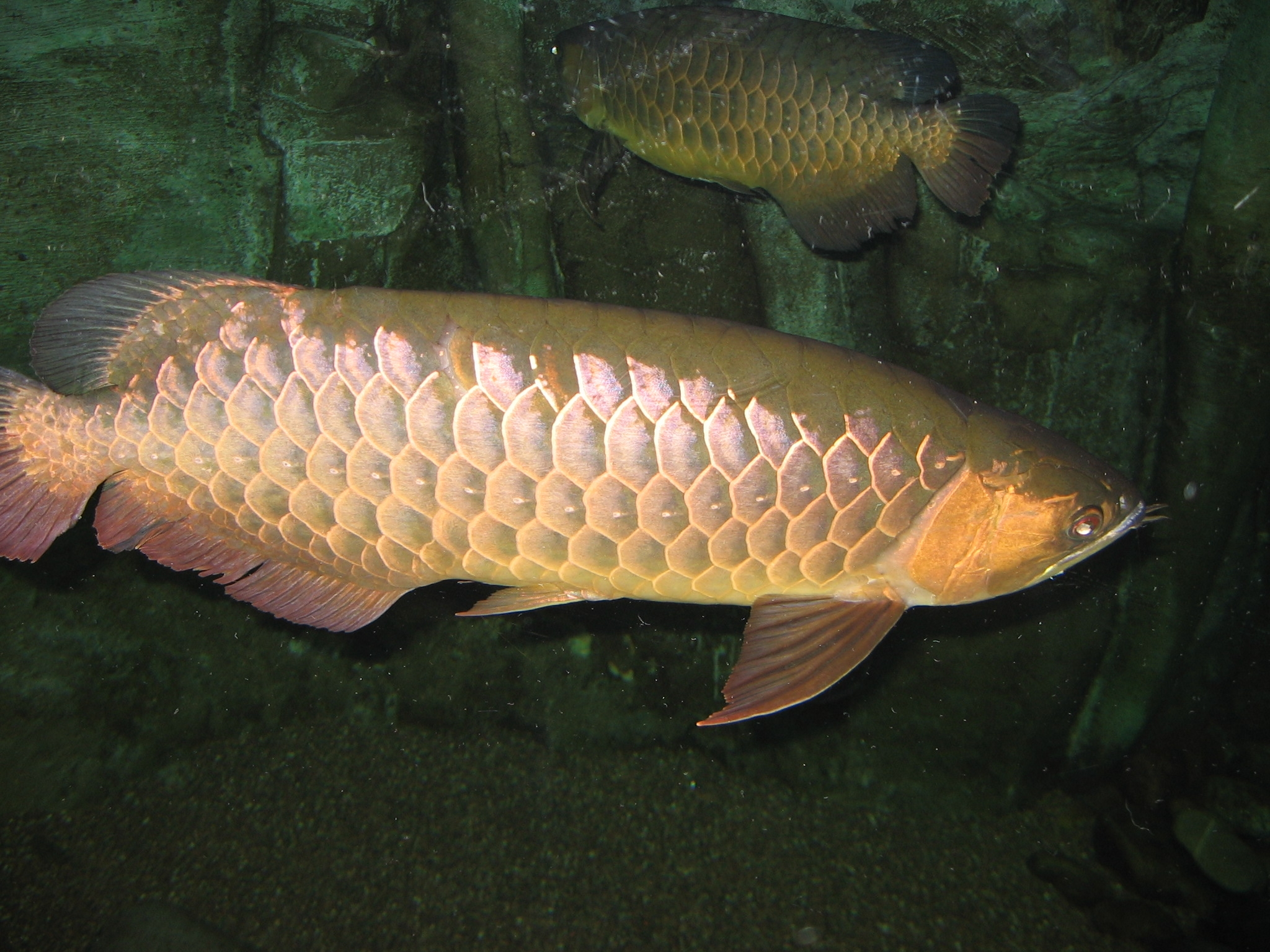
O aruanã-dourado de cauda vermelha. Apesar das escamas serem douradas, as barbatanas anal e caudal são castanho-avermelhadas.

Os aruanãs-dourados de caudas vermelhas quando adultos possuem a cor ouro metálico brilhante nas escamas laterais, câmara branquial, barriga, e peitoral e membranas das barbatanas pélvicas, embora o dorso seja escuro. Nos juvenis as áreas destinadas a terem a cor dourada apresentam uma coloração prata metálico. A barbatana anal e a porção inferior da barbatana caudal vão do castanho-claro ao vermelho escuro.
Os aruanãs-ouro crossback quando adultos se distinguem dos aruanãs-dourados de caudas vermelhas por terem o dorso totalmente quadriculado em ouro metálico. Esta variedade também não possui as barbatanas avermelhadas da cauda vermelha dourado.
Nos aruanãs super vermelhos adultos, a câmara branquial, as escamas laterais, e as membranas das barbatanas desses peixes são vermelho metálico, com o exato tom variando do ouro até atingir o vermelho-escuro. O dorso é castanho-escuro. Nos juvenis, a coloração mais escura do dorso e do vermelho só será atingida na fase adulta.

## Comportamento
Os aruanãs-dourados são paternais incubadores de ovos utilizando para isso a sua própria boca. Eles demoram para atingir a maturidade sexual e dificilmente se reproduzem em cativeiro, com as desovas ocorrendo tipicamente em grandes lagos ao ar livre ao invés de um aquário.
Foi relatado duas desovas com sucesso em um lago de jardim medindo cerca de 18 pés por 18 pés por 3,5 pés de profundidade (5,5 metros por 5,5 metros por 1,1 metro de profundidade), com pH mantido entre 6,5 e 7,0. Os peixes tinham mais de cinco anos de idade. O sucesso só ocorreu após a terceira desova; nas duas primeiras, o macho engoliu os ovos, provavelmente devido a qualidade da água não ser a ideal.

## Relação com os seres humanos

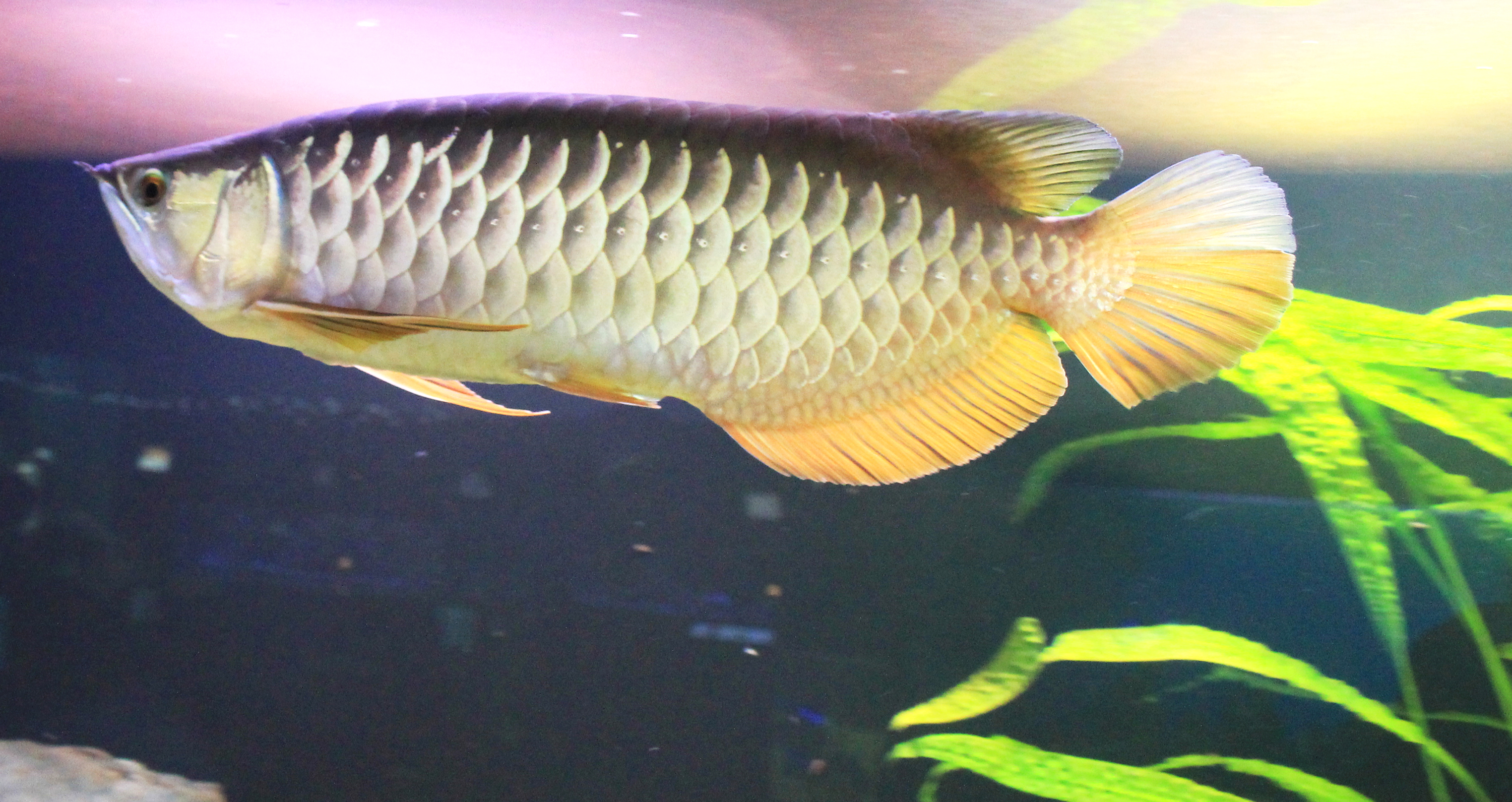
In Prague sea aquarium

### Crenças culturais
Os aruanãs-dourados são considerados "sorte" por muitas pessoas, especialmente os oriundos de culturas asiáticas. Esta reputação decorre da semelhança da espécie com o dragão chinês, considerado um símbolo auspicioso. As grandes escamas metálicas e o duplo barbilho são características compartilhadas pelo dragão chinês, e os grandes barbatanas peitorais fazem lembrar um "dragão em pleno voo".
Além disso, associações positivas do Feng Shui com água e as cores vermelho e ouro tornam estes peixes populares para aquários. Uma crença é que, enquanto a água é um lugar onde acumula ch'i, é naturalmente uma fonte de energia yin e deve conter um "auspicioso" peixe como um aruanã, a fim de ter equilíbrio da energia yang. Outra crença é a de que o peixe quando morre preserva a vida de seu dono.

## Estado de conservação

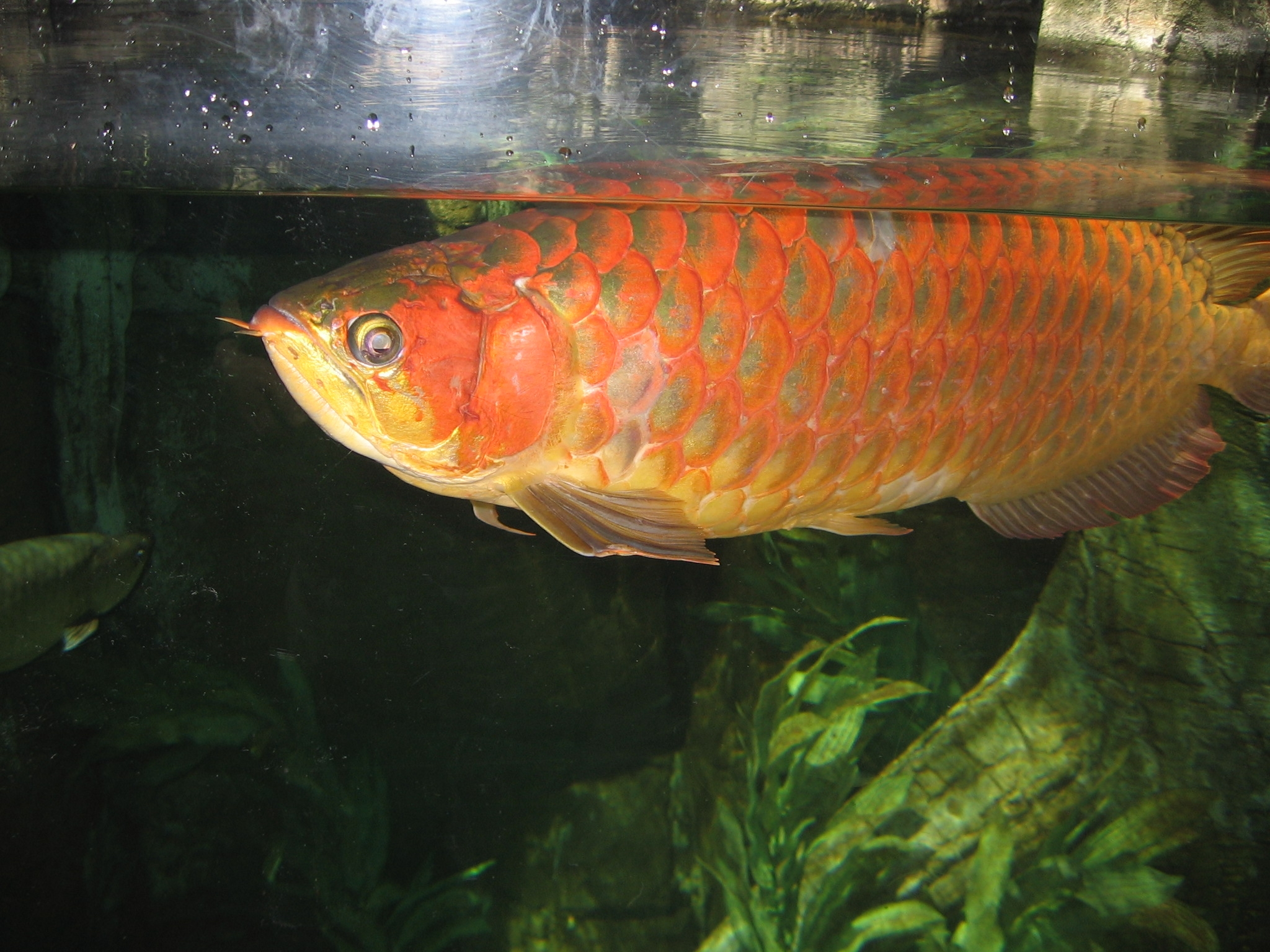
Aruanã super vermelho em um aquário público.

O aruanã-dourado faz parte da lista de 2006 dos seres vivos em perigo de extinção (Lista Vermelha da IUCN), com a mais recente avaliação acontecida em 1996. O comércio internacional desses peixes é controlado sob as regras da Convenção sobre o Comércio Internacional das Espécies da Fauna e da Flora Selvagens Ameaçadas de Extinção (CITES), onde está listado no Apêndice I, a categoria mais restritiva, em 1975. O S. formosus é uma das oito espécies de peixes listados no Apêndice I. Há um número de criadores asiáticos registrados no CITES e as espécies que eles produzem podem ser importadas por muitos países. Outros países restringem ou proíbem a posse do aruanã-dourado; por exemplo, os Estados Unidos da América classificam este peixe como espécie em extinção, e portanto, não se pode ter um exemplar dessa espécie sem uma permissão.
A destruição de seu habitat natural tem sido a maior ameaça. Por exemplo, os aruanãs-dourados não são mais encontrados na península da Malásia, onde eram muito abundantes, devido à destruição do meio-ambiente. A inclusão na Lista Vermelha da IUCN foi inicialmente baseada não por razões biológicas, mas devido à intensa capturada da espécie por colecionadores de aquário. Porém, a destruição de seu habitat é também uma grande ameaça.
Não há avaliação recente do estado de conservação pela IUCN. Além disso, considerando a atual confusão quanto ao número de espécies, bem como a grande distribuição, o estado de conservação deve ser reconsiderado. Todas as variedades estão provavelmente ameaçadas, umas mais do que as outras.
O alto valor do aruanã-dourado como peixe de aquário tem afetado a sua preservação. A sua popularidade tem aumentado desde o final da década de 1970, e os colecionadores estado-unidenses podem pagar milhares de dólares por cada um desses animais.
No início de 1989, a CITES começou a autorizar que os aruanãs-dourados fossem comercializados, desde que alguns critérios fossem cumpridos, principalmente que fossem criados em cativeiro em uma fazenda de peixes pelo menos por duas gerações. A primeira dessas fazendas foi na Indonésia. Mais tarde, a Autoridade Veterinária de Alimentos do governo de Singapura (então chamada de Departamento de Produção Primária) e os exportadores locais de peixes colaboraram em um programa de reprodução em cativeiro. Os aruanãs-dourados legalmente certificados pelo CITES para o comércio tornaram-se disponíveis a partir deste programa em 1994.
A reprodução em cativeiro dos aruanãs que sejam legais para o comércio sob o controle da CITES são documentados de duas maneiras. Primeiro, as fazendas de peixes fornecem a cada comprador um certificado de autenticidade e uma certidão de nascimento. Em segundo lugar, cada espécime recebe um microchip implantado, chamado de Transponder Passivo Integrado (TPI), que identifica cada animal.
O teste de DNA tem sido usado para avaliar a diversidade genética de uma população cativa em uma fazenda de Singapura, a fim de melhorar a gestão desta espécie. Marcadores de DNA que distinguem entre diferentes estirpes e entre os sexos, foram identificados, permitindo aos aquaculturistas identificar essas características em animais imaturos.

### Cuidados em cativeiro
Porque eles podem crescer até 90 centímetros (35 polegadas), os aruanãs-dourados exigem um aquário grande. Eles são territoriais e podem ser mantidos com outros Scleropages apenas num grande aquário, desde que todos os peixes sejam de tamanhos semelhantes. À semelhança de outros aruanãs, eles precisam de um local coberto para impedi-los de saltarem. A água deve ser bem filtrada, branda e ligeiramente ácida e mantida à temperatura entre 24-30° C (75-86° F).
Os aruanãs-dourados são carnívoros e devem ser alimentados com uma dieta de alta qualidade em carnes, tais como camarões e grilos. Eles se alimentam na superfície e preferem receber o alimento na superfície da água. Os aquaristas recomendam alimentos vivos e comidas preparadas à base de carnes. Exemplos de alimentos vivos são: bicho-da-farinha, grilo, camarão, peixes pequenos, pequenos anuros e minhocas. Os alimentos preparados incluem: camarões, carne magra de porco, peixe congelado, e alimentos granulados.